# Église Sainte-Léocadie de Vic-la-Gardiole
L'église Sainte-Léocadie est une église catholique de style roman fortifiée située à Vic-la-Gardiole dans le département français de l'Hérault en région Occitanie.

## Historique
L'église Sainte-Léocadie fut construite au XIIe siècle et a été fortifiée dès l'origine.

## Architecture extérieure
L'église Sainte-Léocadie est édifiée en calcaire coquillier assemblé en grand appareil présentant des traces d'opus monspelliensis.
La façade occidentale et une partie des façades latérales sont surmontées de mâchicoulis et de créneaux qui datent de la construction de l'église.
Sur la façade occidentale, ces mâchicoulis et créneaux occupent la travée de gauche et la travée centrale, la travée de droite étant occupée par l'escalier d'accès à la tour d'horloge, tous deux postérieurs à l'époque romane.
Sur les façades latérales, ces mâchicoulis et créneaux occupent seulement les deux premières travées, le reste des façades latérales étant rythmé par de puissants contreforts.

## Architecture intérieure
À l'intérieur, le chœur rectangulaire est éclairé par une fenêtre axiale, par un oculus et par des fenêtres latérales logées sous les arcs de décharge qui ornent les murs latéraux du chœur. 
Le chœur est précédé d'un grand arc triomphal ogival.
Les murs latéraux de la nef sont rythmés par de grands arcs de décharge séparés par de puissants pilastres de section carrée.
La nef est recouverte d'un plafond en bois.

## Protection
L'église fait l’objet d'un classement au titre des monuments historiques depuis le 10 janvier 1921.

## Galerie

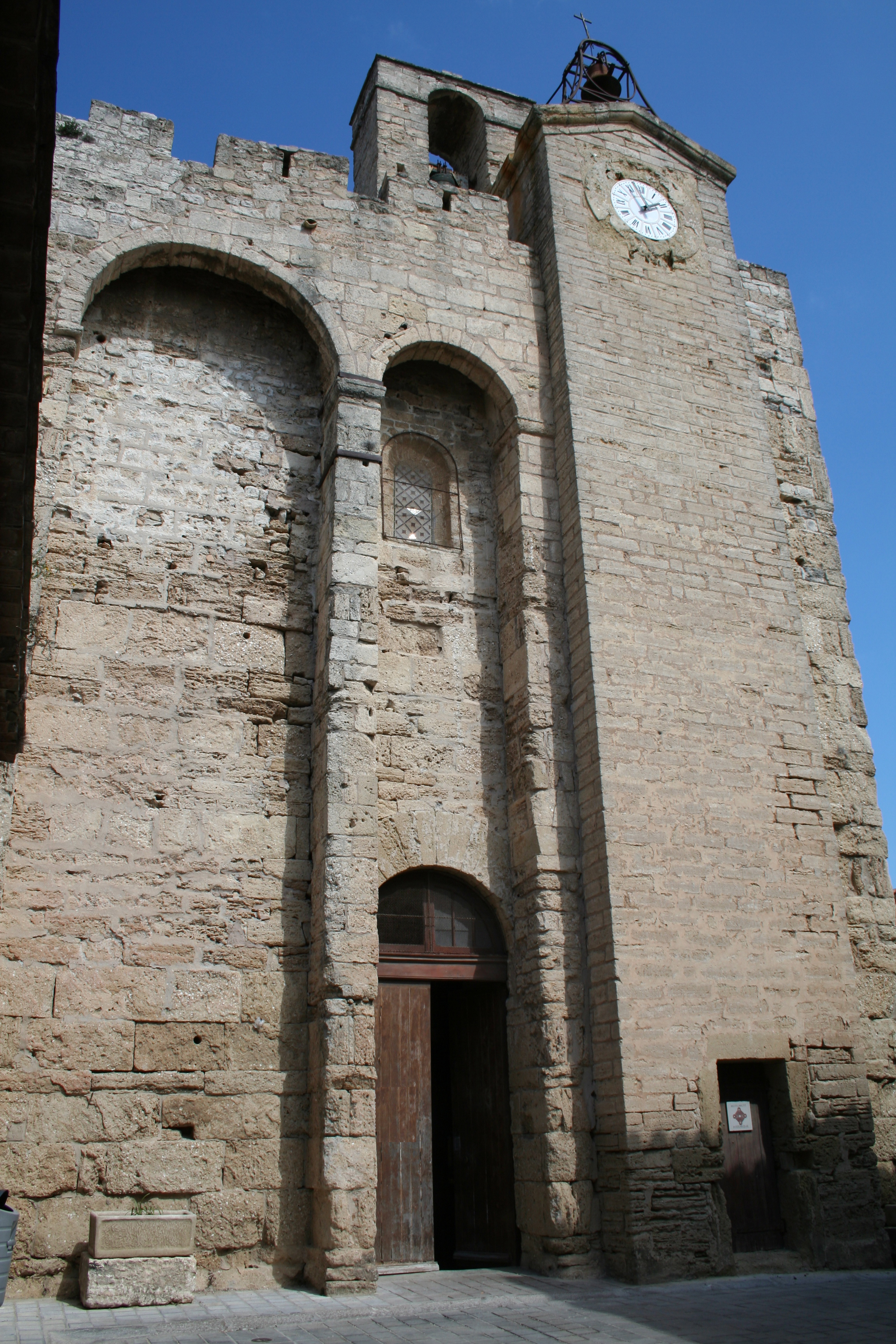
Façade.
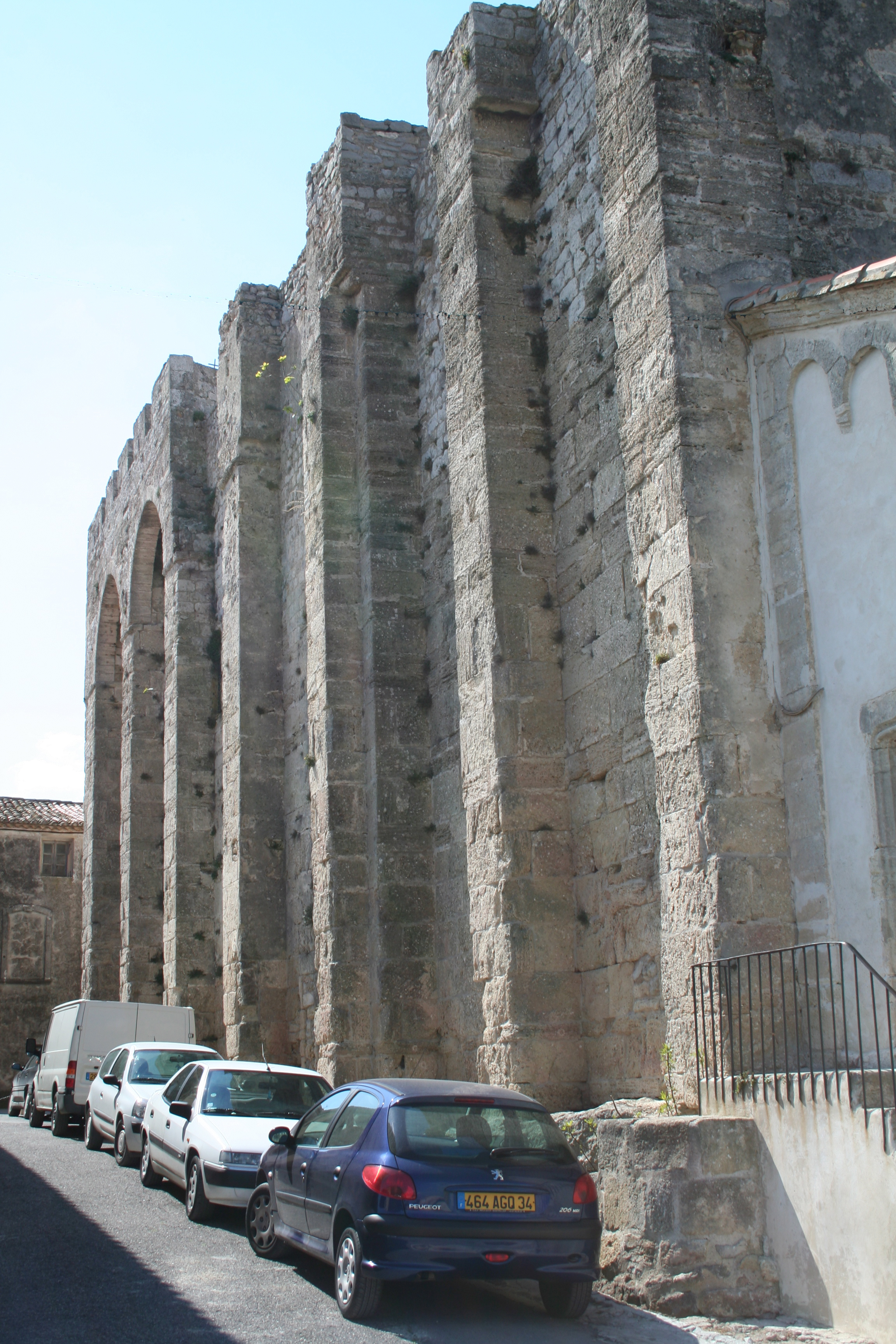
Mur méridional.
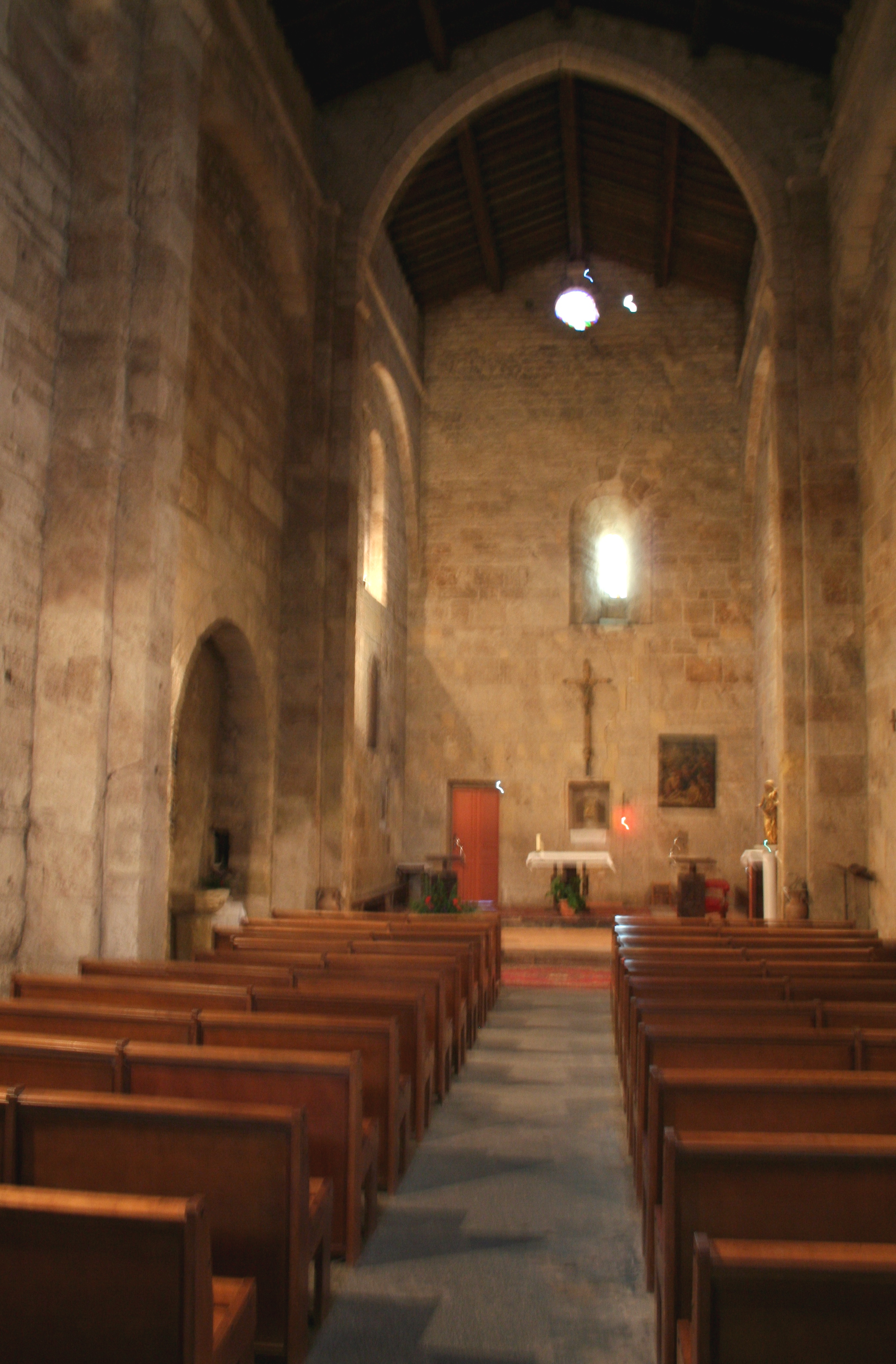
Nef.

## : Voir aussi